# Eucampsipoda iterfacta
Eucampsipoda iterfacta är en tvåvingeart som beskrevs av Dieter Kock 1993. Eucampsipoda iterfacta ingår i släktet Eucampsipoda och familjen lusflugor.
Artens utbredningsområde är São Tomé. Inga underarter finns listade i Catalogue of Life.